# 2G shopping
2G shopping er et shoppingcenter ved Glostrup Station.
Centeret blev officielt indviet den 6. marts 2008 af Glostrups borgmester Søren Enemark, men allerede i december 2007 åbnede de første butikker, thansen.dk, Zoodom og Skousen. I januar åbnede supermarkedet Lidl op og i marts begyndte alle de andre butikker at lukke op.
For at komme til Glostrup Station skal man først igennem centeret, når man kommer fra busserne, adgangsforholdet til stationen er meget dårlig, da der kun er adgang via en enkelt rulletrappe samt elevator.
De foreløbige butikker i 2G Shopping er:
thansen.dk, ZooDom, Skousen, Lidl, Sunset Boulevard, Louis Nielsen, Bianco Footwear, BriSu, Café Rey, Sven Michelsen Chokolader, Netto, MaxiZoo og G2 Frisør.
Derudover findes der en smykkeforretning og en tøjforretning.
2G shopping er et center fordelt på 2 plan. Alle butikker på plan 2 er nu lukket, og plan 2 bliver mest brugt som gennemgang mellem Glostrup Station og Netto / MaxiZoo som ligger ud til parkeringspladsen ved 2 plan.
Selskabet der ejede 2G Shopping i slut 2009, gik konkurs. 
Fitness World har overtaget lokalerne hvor Skousen, Zoodom og thansen.dk lå. MaxiZoo er flyttet til det nye omgivelser ved Hovedvejen 179-183.
I dag er der kun fire lejemål der er lejet ud til erhvervsdrivende, resten af centeret står tomt hen og har gjort det i mange år. 2G Shopping har aldrig opnået den succes som ejerne bag ønskede.